# Francis Taylor (Märtyrer)

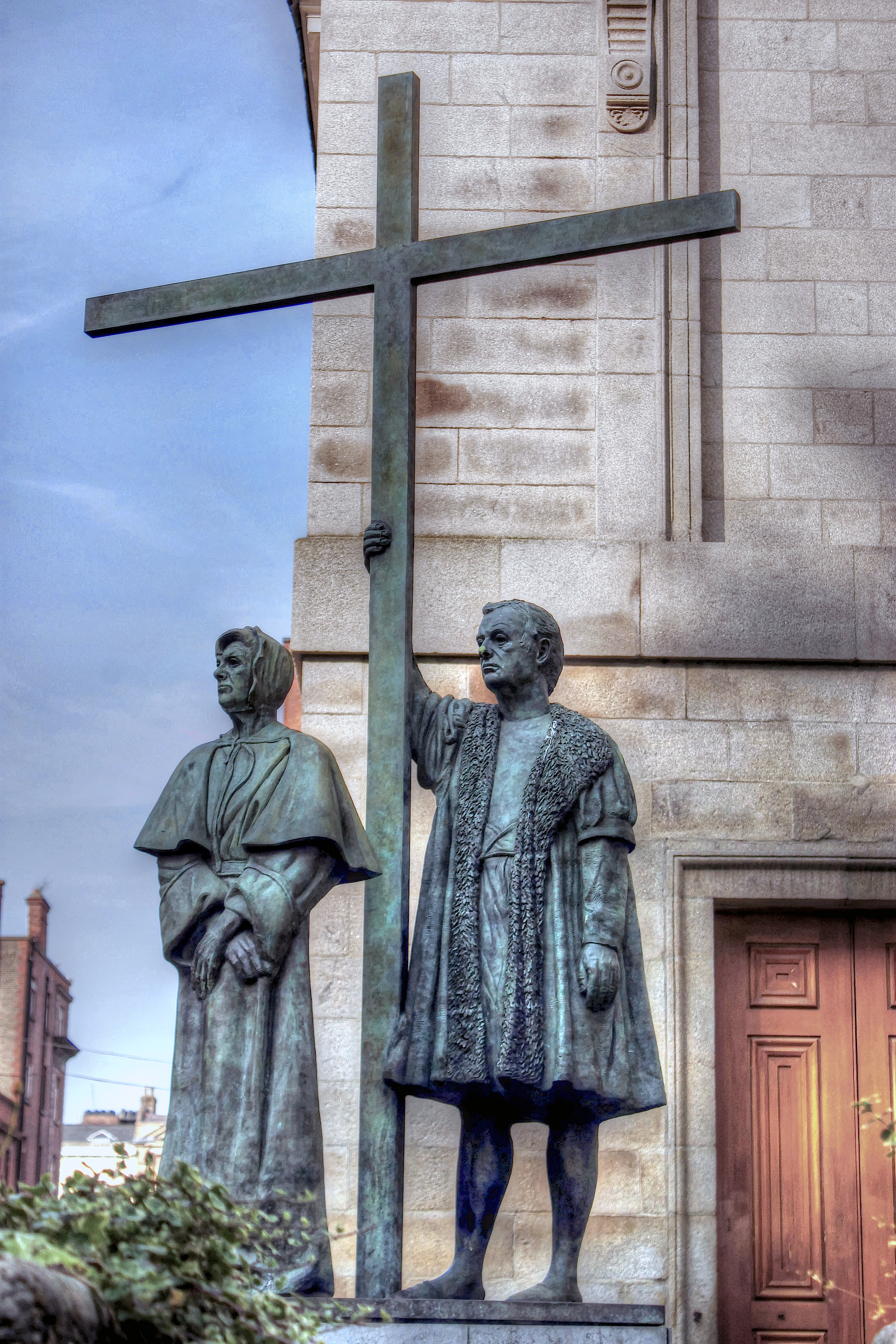
Statue Margaret Ball und Francis Taylor in Dublin

Francis Taylor (auch Francis Tailler, irisch: Proinsias Táilliúir) (* um 1550 in Swords; † 30. Januar 1621 in Dublin) war Bürgermeister von Dublin (Mayor of Dublin) und Märtyrer.

## Biographie
Francis Taylor wurde um 1550 als Sohn von Robert Taylor und Elizabeth (geb. Goldin), in eine wohlhabende Familie von Swords geboren. Er war ein bekannter Kaufmann und Stadtrat. Im Jahr 1595 wurde er zum Mayor of Dublin gewählt und hatte dieses Amt bis 1596 inne. Taylor war auch als Laie im Erzbistum Dublin aktiv.
Taylor wurde in das irische House of Commons gewählt, doch sein Sitz wurde ihm verweigert, denn als überzeugter Katholik weigerte er sich, die Suprematsakte und die Uniformitätsakte anzuerkennen. Infolgedessen wurde er Ende 1613 oder Anfang 1614 eingesperrt und starb sieben Jahre später, am 30. Januar 1621, in einem Gefängnis in Dublin. Taylor wurde im Familiengrab in der St Audeon's Church beigesetzt. Er war verheiratet und hatte sechs Kinder.
Am 27. September 1992 wurde er als einer von 17 irischen Märtyrern von Papst Johannes Paul II. seliggesprochen. Der Gedenktag der irischen Märtyrer ist der 20. Juni.
Links vor dem Haupteingang der Prokathedrale St. Marien in Dublin steht eine Bronzestatue, die Francis Taylor darstellt. Daneben befindet sich eine Bronzestatue von Margaret Ball. Ball ist ebenfalls eine der 17 seliggesprochenen irischen Märtyrer. Sie ist auch die Großmutter von Taylors Frau.